# Тихонов, Алексей Александрович (художник)
Алексей Александрович Тихонов (1944—1979) — советский художник. Член СХ СССР с 1975 года.

## Биография
Родился в Омской области. Окончил художественно-графический факультет Костромского государственного педагогического института. На следующий год переехал в Обнинск, где жил до конца своих дней. Награждён дипломом Академии художеств СССР за портрет писателя Ильи Кашафутдинова.
Был членом комиссии СХ РСФСР по работе с молодыми художниками. Преподавал в ДХШ Обнинска
. Среди учеников Алексея Александровича — известный обнинский живописец, член Союза художников России Василий Трушкин и дизайнер и педагог Андрей Романов.
Произведения Тихонова находятся в Калужском областном художественном музее, областной картинной галерее «Образ», Музее истории Обнинска и в частных коллекциях.
Жена — Вера Викторовна Тихонова. Умер в 35 лет от скоротечного рака.

## Оценка
- Алексей Собачкин: «Если составлять список претендентов на звание „художника № 1“ за всю историю Обнинска, его имя будет в первой строчке»[7].
- Искусствовед Людмила Сорокина: «Благодаря Тихонову в начале 80-х годов стали говорить об особой обнинской школе живописи. Он умер на взлёте»[3].